# Hans Schmidt (Generalleutnant)
Hans Schmidt (* 14. März 1895 in Bayreuth; † 28. November 1971 in Weiden in der Oberpfalz) war ein deutscher Heeresoffizier, zuletzt Generalleutnant der Wehrmacht im Zweiten Weltkrieg.

## Leben
Nach dem Abitur am Graf-Münster-Gymnasium trat Schmidt im August 1914 als Fahnenjunker in die Bayerische Armee ein. Sein Offizierspatent wurde auf den 15. November 1913 datiert. Im 7. Infanterie-Regiment „Prinz Leopold“ nahm er als Kompanieoffizier am Ersten Weltkrieg an der Westfront teil.

### Reichswehr
Beförderungen
- 24. Juni 1914 Leutnant
- 1. Oktober 1923 Oberleutnant
- 1. Mai 1928  Hauptmann
- 1935 Major
- 1. Januar 1938 Oberstleutnant
- 1. November 1940 Oberst
- 1. April 1943 Generalmajor
- 1. Oktober 1943  Generalleutnant

Als Leutnant in die Reichswehr übernommen, gehörte er im 200.000-Mann-Übergangsheer zum Reichswehr-Infanterie-Regiment 46. Bei der Bildung des 100.000-Mann-Heeres kam er in das 21. (Bayerisches) Infanterie-Regiment, in dem er als Kompanieoffizier und Adjutant des III. Bataillons in Bayreuth diente. 1924/25 wurde er dann als Kompanieoffizier in die 12. (MG.) Kompanie ebenfalls in Bayreuth versetzt. Ab 1. Mai 1928 war er Chef der 15. Kompanie in Erlangen, ab 1931/32 Chef der 2. Kompanie in Würzburg. Er stand für die enge Verbundenheit des Offizierkorps mit dem (damals noch freien) Corps Guestphalia Erlangen. Als ständiger Gast präsidierte „Sultan“ Schmidt Kneipen.

### Wehrmacht
Mit der Enttarnung der Verbände war er von 1935 bis 1938 Kommandeur des III. Bataillons vom Infanterie-Regiment 41 (10. Infanterie-Division) in Erlangen. Anschließend war er bis 1940 Kommandeur des Infanterie-Ersatz-Regiments 46 in Bayreuth. Nach wenigen Wochen in die Führerreserve versetzt, kam er Anfang April 1940 als Kommandeur zum Infanterie-Regiment 245 in der 88. Infanterie-Division, mit dem er in den zweiten Teil des Westfeldzugs zog. Im Deutsch-Sowjetischen Krieg führte er Ende 1941 sein Regiment beim Angriff auf Südrussland. Bei der Umbenennung des Regiments zum Grenadier-Regiment 245 war er noch dessen Kommandeur. Als Nachfolger von Generalleutnant Robert Meißner wurde er noch als Oberst am 27. Januar 1943 mit der Führung der 68. Infanterie-Division im Raum Woronesch beauftragt. Als Divisionskommandeur befehligte er sie in den schweren Kämpfen im Südabschnitt der Ostfront. Am 1. April 1943 wurde er zum Generalmajor und 6 Monate später zum Generalleutnant befördert. Er wurde im Herbst 1943 abgelöst und erneut in die Führerreserve versetzt. Anfang November 1943 wurde er zum Kommandeur der neu aufgestellten 275. Infanterie-Division in Westfrankreich ernannt. Mit der Auffrischung der Division im Oktober 1944 wurde er in die Führerreserve versetzt und kehrte im November 1944 als Kommandeur zur 275. Infanterie-Division zurück. Mit ihr kämpfte er an der Ostfront, bis sie im Kessel von Halbe vernichtet wurde. Er kam in US-amerikanische Kriegsgefangenschaft.

### Neuanfang
1947 aus der Gefangenschaft entlassen, nahm er seinen Wohnsitz im oberpfälzischen Weiden. Am Thomastag 1953 wurde er Corpsschleifenträger bei Guestphalia Erlangen. Bis 1970 betätigte er sich erfolgreich als Kaufmann für Versicherungen und Finanzen. In seiner Heimatstadt Bayreuth war er über viele Jahre Vorsitzender im Bayerischen Soldatenbund.
Er starb mit 76 Jahren im Krankenhaus Weiden. Beigesetzt wurde er auf dem Stadtfriedhof Bayreuth.

## Auszeichnungen
- Verwundetenabzeichen in Schwarz
- Eisernes Kreuz (1914) beider Klassen
- Ehrenkreuz des Weltkrieges
- Wiederholungsspange des Eisernen Kreuzes beider Klassen
- Medaille Winterschlacht im Osten 1941/42
- Deutsches Kreuz in Gold am 21. April 1943
- Ritterkreuz des Eisernen Kreuzes am 16. Oktober 1944